# Tronville
Pour les articles homonymes, voir Tronville (homonymie).
Ne doit pas être confondu avec Tronville-en-Barrois ou Trouville.
Tronville est une commune française située dans le département de Meurthe-et-Moselle, en région Grand Est.

## Géographie

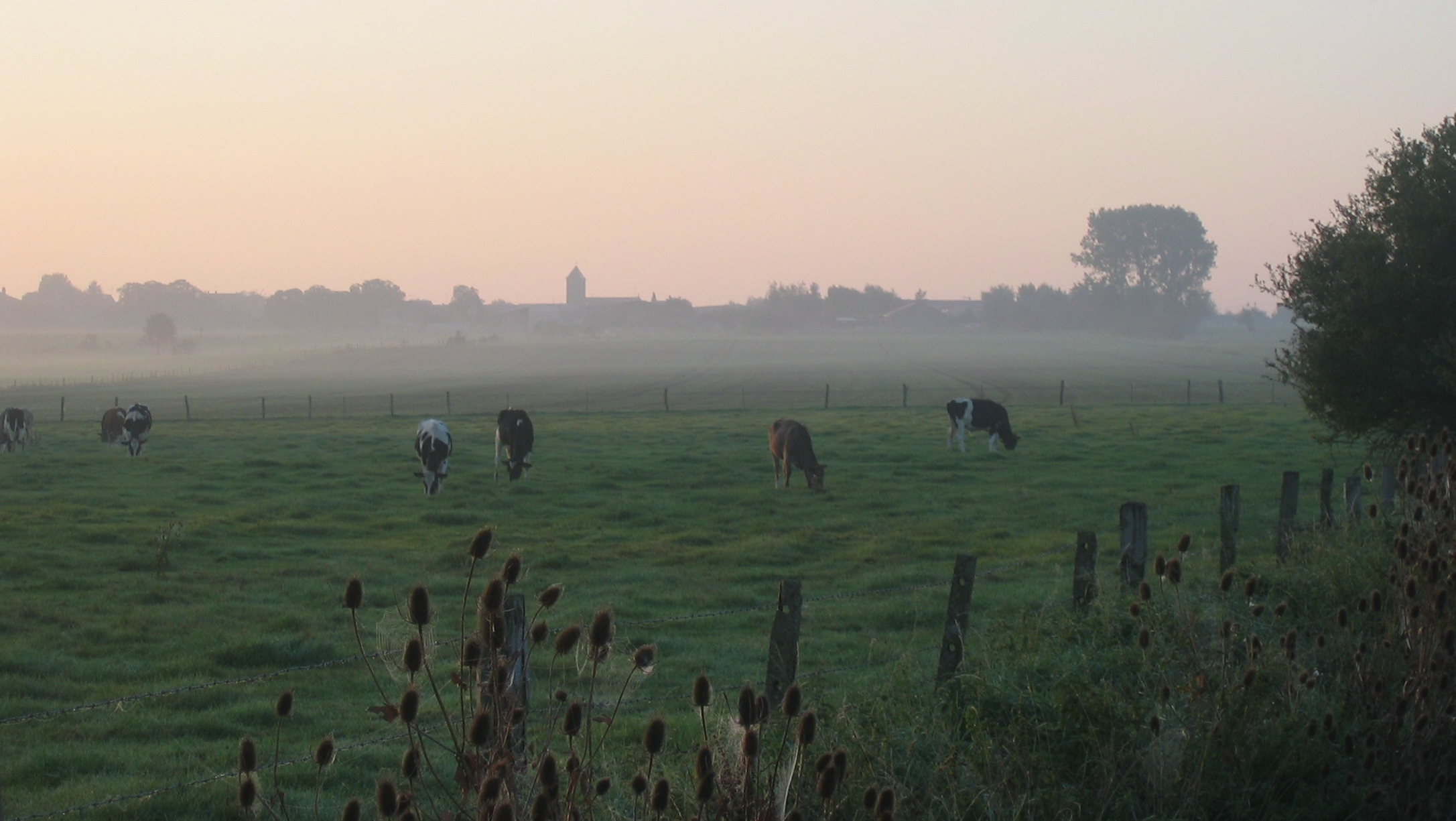
Village de Tronville au lever du soleil fin de l'été.

Cette commune fut un village-frontière avec l'Allemagne entre 1871 et 1918.
|         | Mars-la-Tour       |                   |
| Puxieux | Trouville          | Vionville Moselle |
|         | Chambley-Bussières |                   |

### Hydrographie
La commune est dans le bassin versant du Rhin au sein du bassin Rhin-Meuse. Elle est drainée par le ruisseau de Gorze,.
Le ruisseau de Gorze, d'une longueur de 18 km, prend sa source dans la commune de Rezonville-Vionville et se jette  dans la Moselle à Novéant-sur-Moselle, après avoir traversé cinq communes. 

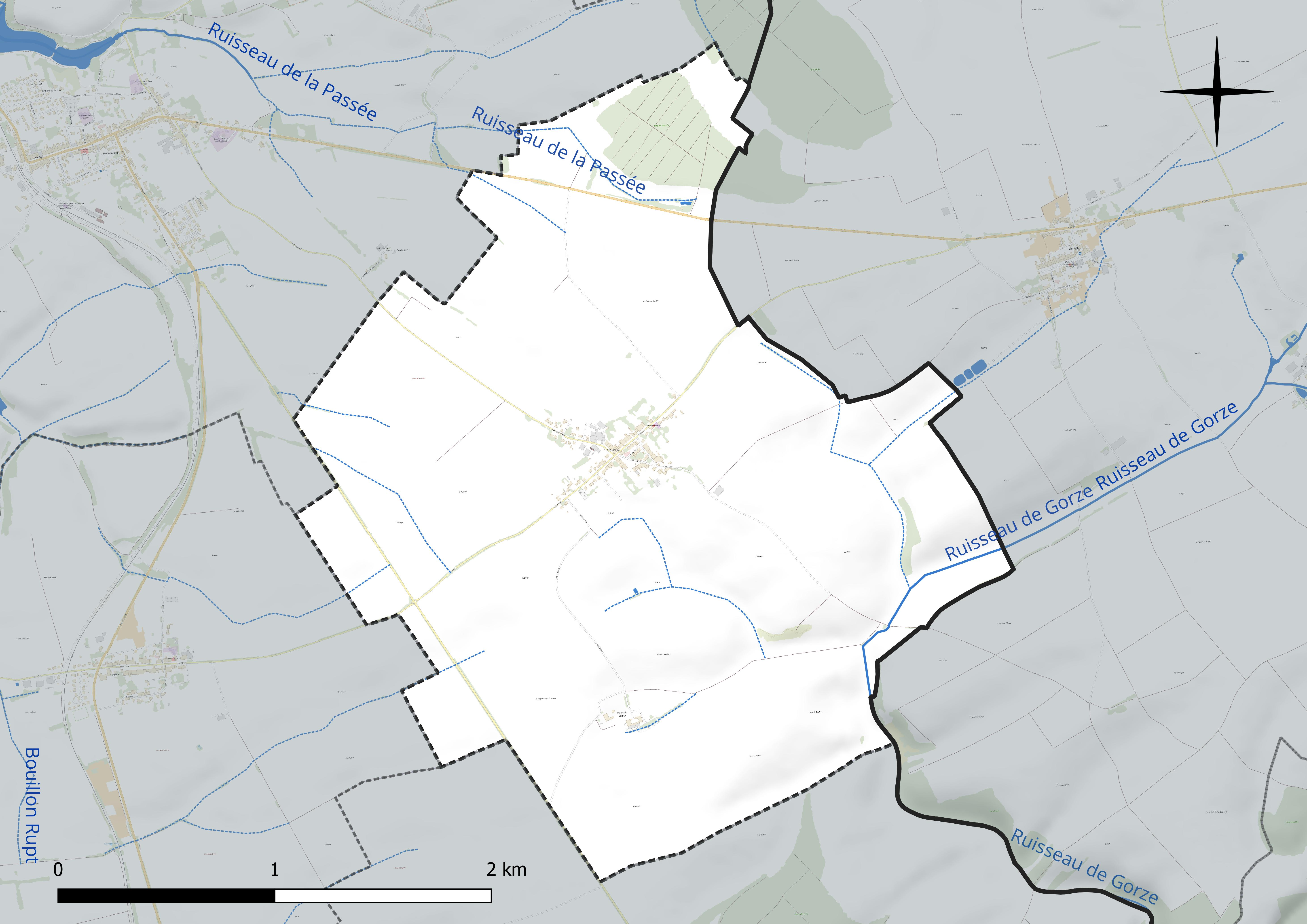
Réseau hydrographique de Tronville.

### Climat
Pour des articles plus généraux, voir Climat du Grand Est et Climat de Meurthe-et-Moselle.
En 2010, le climat de la commune est de type climat des marges montargnardes, selon une étude du Centre national de la recherche scientifique s'appuyant sur une série de données couvrant la période 1971-2000. En 2020, Météo-France publie une typologie des climats de la France métropolitaine dans laquelle la commune est exposée à un climat semi-continental et est dans la région climatique  Lorraine, plateau de Langres, Morvan, caractérisée par un hiver rude (1,5 °C), des vents modérés et des brouillards fréquents en automne et hiver. 
Pour la période 1971-2000, la température annuelle moyenne est de 9,4 °C, avec une amplitude thermique annuelle de 16,8 °C. Le cumul annuel moyen de précipitations est de 835 mm, avec 12,6 jours de précipitations en janvier et 9,2 jours en juillet. Pour la période 1991-2020, la température moyenne annuelle observée sur la station météorologique de Météo-France la plus proche, « Doncourt-lès-Conflans », sur la commune de Doncourt-lès-Conflans à 7 km à vol d'oiseau, est de 10,7 °C et le cumul annuel moyen de précipitations est de 710,3 mm. 
La température maximale relevée sur cette station est de 40,9 °C, atteinte le 25 juillet 2019 ; la température minimale est de −16,5 °C, atteinte le 26 décembre 2010,,. 
Les paramètres climatiques de la commune ont été estimés pour le milieu du siècle (2041-2070) selon différents scénarios d'émission de gaz à effet de serre à partir des nouvelles projections climatiques de référence DRIAS-2020. Ils sont consultables sur un site dédié publié par Météo-France en novembre 2022.

## Urbanisme

### Typologie
Au 1er janvier 2024, Tronville est catégorisée commune rurale à habitat dispersé, selon la nouvelle grille communale de densité à sept niveaux définie par l'Insee en 2022.
Elle est située hors unité urbaine. Par ailleurs la commune fait partie de l'aire d'attraction de Metz, dont elle est une commune de la couronne,. Cette aire, qui regroupe 245 communes, est catégorisée dans les aires de 200 000 à moins de 700 000 habitants,.

### Occupation des sols
L'occupation des sols de la commune, telle qu'elle ressort de la base de données européenne d’occupation biophysique des sols Corine Land Cover (CLC), est marquée par l'importance des territoires agricoles (96,5 % en 2018), une proportion identique à celle de 1990 (96,5 %). La répartition détaillée en 2018 est la suivante : terres arables (87,4 %), prairies (5,5 %), zones agricoles hétérogènes (3,6 %), forêts (3,5 %). L'évolution de l’occupation des sols de la commune et de ses infrastructures peut être observée sur les différentes représentations cartographiques du territoire : la carte de Cassini (XVIIIe siècle), la carte d'état-major (1820-1866) et les cartes ou photos aériennes de l'IGN pour la période actuelle (1950 à aujourd'hui).

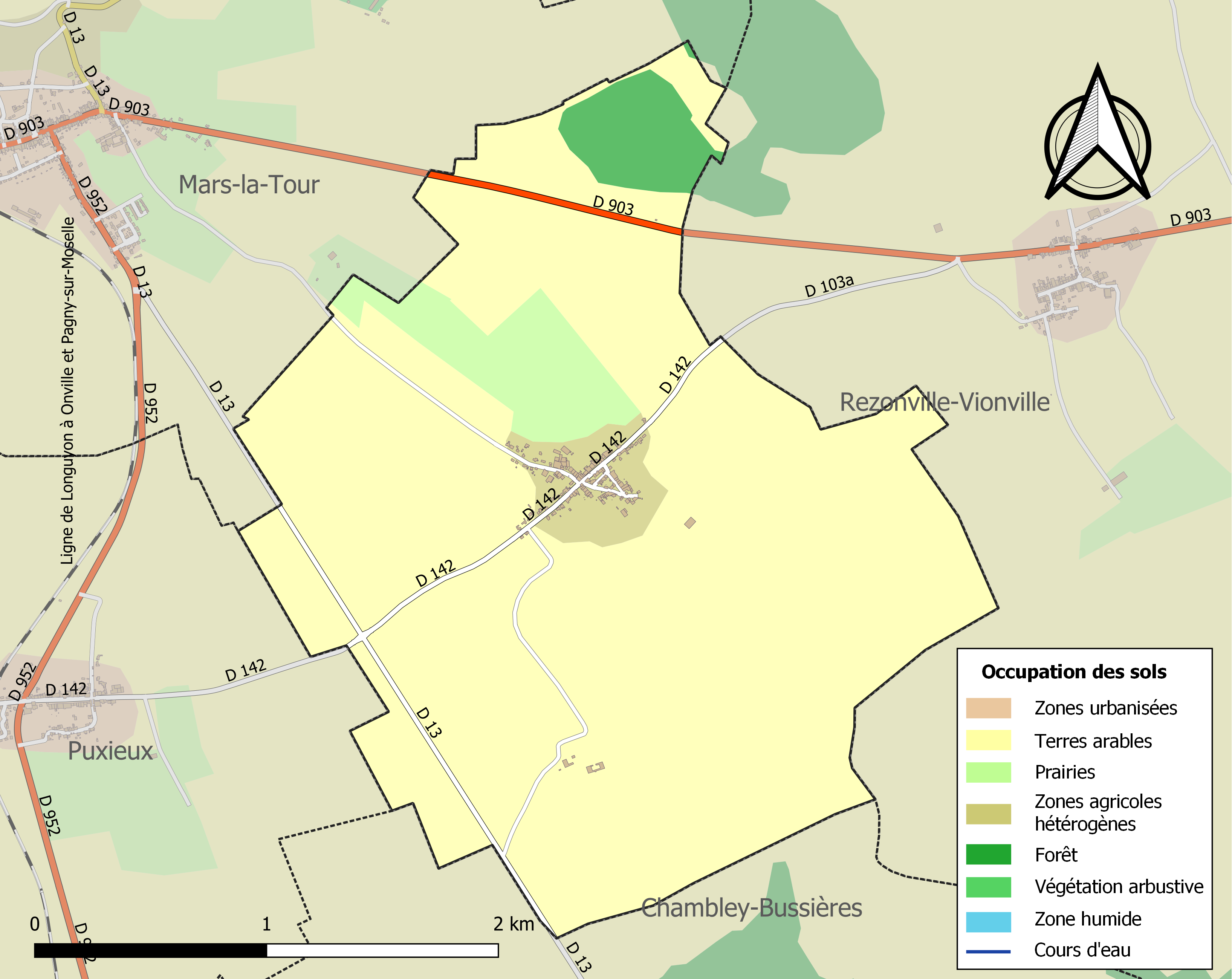
Carte des infrastructures et de l'occupation des sols de la commune en 2018 (CLC).

## Toponymie
Le nom de la localité est attesté sous les formes Trudonis villa en 1169 ; Trunvilla en 1169 (coll. Saint-Sauv. dîmes) ; Truneivilla au XIIIe siècle (cart. Gorze, p. 228) ; Trouvile en 1239 ; Trouville en 1269 & 1756 ; Trunville en 1423 ; Troonville en 1429 ; Teronville en 1681.
La commune est référencée dans le département de la Moselle par le Dictionnaire topographique d'Ernest de Bouteiller.
Il s'agit d'une formation toponymique médiévale en -ville au sens ancien de « domaine rural », précédé d'un nom de personne selon le cas général. L'élément Tron- représente sans doute le nom de personne germanique Trudo  au cas régime et qui semble avoir eu une certaine diffusion dans la région.
En effet, il se perpétue dans les noms de famille Trudon et Trond (voir Saint-Trond et Trudon).

## Histoire
Village de l'ancienne province des Trois-Évêchés (bailliage de Metz), dépendant de l'abbaye de Gorze.

## Politique et administration
| Période                                  | Période   | Identité        | Étiquette | Qualité     |
| ---------------------------------------- | --------- | --------------- | --------- | ----------- |
| Les données manquantes sont à compléter. |           |                 |           |             |
| 1959                                     | mars 2001 | Georges Humbert |           |             |
| mars 2001                                | 2014      | Patrice Muzzin  |           |             |
| 2014                                     | mai 2020  | Yvette Tellier  |           |             |
| mai 2020                                 | En cours  | Serge Humbert   |           | Agriculteur |

Par arrêté préfectoral de la préfecture de la région Grand-Est en date du 9 décembre 2022, la commune de Tronville a intégré l'arrondissement de Toul au 1er janvier 2023

## Population et société

### Démographie
L'évolution du nombre d'habitants est connue à travers les recensements de la population effectués dans la commune depuis 1793. Pour les communes de moins de 10 000 habitants, une enquête de recensement portant sur toute la population est réalisée tous les cinq ans, les populations de référence des années intermédiaires étant quant à elles estimées par interpolation ou extrapolation. Pour la commune, le premier recensement exhaustif entrant dans le cadre du nouveau dispositif a été réalisé en 2006.

En 2022, la commune comptait 195 habitants, en évolution de −1,52 % par rapport à 2016 (Meurthe-et-Moselle : −0,13 %, France hors Mayotte : +2,11 %).
| 1793 | 1800 | 1806 | 1836 | 1841 | 1861 | 1866 | 1872 | 1876 |
| ---- | ---- | ---- | ---- | ---- | ---- | ---- | ---- | ---- |
| 205  | 172  | 260  | 513  | 494  | 292  | 255  | 258  | 270  |

| 1881 | 1886 | 1891 | 1896 | 1901 | 1906 | 1911 | 1921 | 1926 |
| ---- | ---- | ---- | ---- | ---- | ---- | ---- | ---- | ---- |
| 270  | 272  | 268  | 236  | 214  | 218  | 197  | 156  | 173  |

| 1931 | 1936 | 1946 | 1954 | 1962 | 1968 | 1975 | 1982 | 1990 |
| ---- | ---- | ---- | ---- | ---- | ---- | ---- | ---- | ---- |
| 182  | 173  | 164  | 158  | 175  | 163  | 133  | 124  | 174  |

| 1999 | 2006 | 2011 | 2016 | 2021 | 2022 | - | - | - |
| ---- | ---- | ---- | ---- | ---- | ---- | - | - | - |
| 192  | 217  | 212  | 198  | 197  | 195  | - | - | - |

## Culture et patrimoine

### Lieux et monuments
- Présences gallo-romaine et franque[évasif].
- Ferme du XVIIIe siècle, située à l'emplacement de l'ancien château fort du Saulcy appartenant au XVe siècle aux seigneurs de La Tour.
- Église paroissiale Saint-Epvre, ancienne tour de château, tour clocher du XIIe siècle, chœur du XIIIe siècle, nef datée de 1766, au sommet de la façade ouest, dans un cœur renversé situé sous la croix, sacristie du XIXe siècle.

### Héraldique
| Blason de Tronville | Blason  | De gueules au lion d'argent couronné d'or, chargé en abîme d'un cœur renversé de sable. |
| Blason de Tronville | Détails | Il s'agit du blason de la famille de Marley qui posséda la seigneurie auquel on a ajouté un coeur renversé pour ressembler à celui figurant sur le fronton de l'église de la localité. Le statut officiel du blason reste à déterminer. |